# Кайреш, Эурику
Эурику Мендонса де Кайреш (порт. Eurico Mendonça de Caires, 5 августа 1952, Фуншал — 13 ноября 1989) — португальский футболист, полузащитник.

## Биография
Эурику Кайреш родился 5 августа 1952 года в португальским городе Фуншал.
В 1969-—1971 годах играл в футбол за молодёжную команду «Бенфики». В сезоне-1971/72 дебютировал в её составе в чемпионате Португалии, провёл 1 матч.
В 1972 году покинул «Бенфику» и выступал в чемпионате страны за «Бейра-Мар» (1972—1973), «Монтижу» (1973—1974), «Эшторил-Прая» (1974—1977) и «Белененсеш» (1977—1982). Всего провёл в чемпионате Португалии 171 матч, забил 16 мячей. Самым результативным для Кайреша стал сезон-1976/77, в котором на его счету 5 голов.
В 1976 году выступал в NASL: провёл 1 матч за канадский «Торонто Метрос-Кроэйша», 4 матча за американский «Рочестер Лансерс».
Покинув в 1982 году «Белененсеш», перебрался в третью лигу в «Алмаду», но не провёл за неё ни одного матча. В сезоне-1983/84 выступал во второй лиге за «Униан Мадейра», в сезоне-1984/85 — за «Эштрелу».
В 1985 году завершил игровую карьеру.
Умер 13 ноября 1989 года.